# Lomboque Central
Lomboque Central (em indonésio: Kabupaten Lombok Tengah) é uma regência (kabupaten) da província Indonésia de Sonda Ocidental, situada na parte central e costa sul da ilha de Lomboque, com capital em Praya. Tem 1 208,39 km² de área e em 2023 a estimativa oficial de população era 1 099 211 habitantes (densidade: 909,6 hab./km²). A regência é limitada a norte pela regência de Lomboque Setentrional, a leste por Lomboque Oriental, a oeste por Lomboque Ocidental e a sul pelo oceano Índico.

### Subdivisões administrativas
A regência está dividida em 12 distritos, os quais por sua vez se dividem em 139 "aldeias administrativas". Estas aldeias são de dois tipos: urbanas (kelurahan) ou rurais (desa). Quase todas as aldeias são desas, à exceção de algumas kelurahans nos distritos de Praya e Praya Central.
| Distrito | Capital     | População (est. 2023) | Área (km²) | Dens. pop. (hab./km²) | Nº de aldeias |
| --- | ----------- | --------------------- | ---------- | --------------------- | ------------- |
| Batukliang | Mantang     | 94 000                | 50,37      | 1 866,19              | 10            |
| Batukliang Setentrional (Batukliang Utara) | Teratak     | 64 056                | 181,96     | 352,03                | 8             |
| Janapria | Janapria    | 90 444                | 69,05      | 1 309,83              | 12            |
| Jonggat | Ubung       | 112 187               | 71,55      | 1 567,95              | 13            |
| Kopang | Kopang      | 98 796                | 61,66      | 1 602,27              | 11            |
| Praya | Praya       | 132 684               | 61,26      | 2 165,92}             | 15[a]         |
| Praya Central (Praya Tengah) | Batunyala   | 77 783                | 65,92      | 1 179,96              | 12[b]         |
| Praya Ocidental (Praya Barat)[c] | Penujak     | 87 065                | 152,75     | 569,98                | 10            |
| Praya Oriental (Praya Timur ) | Mujur       | 75 172                | 82,57      | 910,4                 | 10            |
| Praya Sudoeste (Praya Barat Daya) | Darek       | 62 146                | 124,97     | 497,29                | 11            |
| Pringgarata | Pringgarata | 80 345                | 52,78      | 1 522,26              | 11            |
| Pujut[d] | Sengkol     | 124 533               | 233,55     | 533,22                | 16            |
| Total | 1 099 211   | 1 208,39              | 909,65     | 139                   |               |
| [a] ^ 9 kelurahans e 6 desas ; [b] ^ 3 kelurahans e 9 desas [c] ^ Inclui 6 pequenas ilhas ao largo da costa sul [d] ^ Inclui 13 pequenas ilhas ao largo da costa sul |             |                       |            |                       |               |

## Geografia e economia

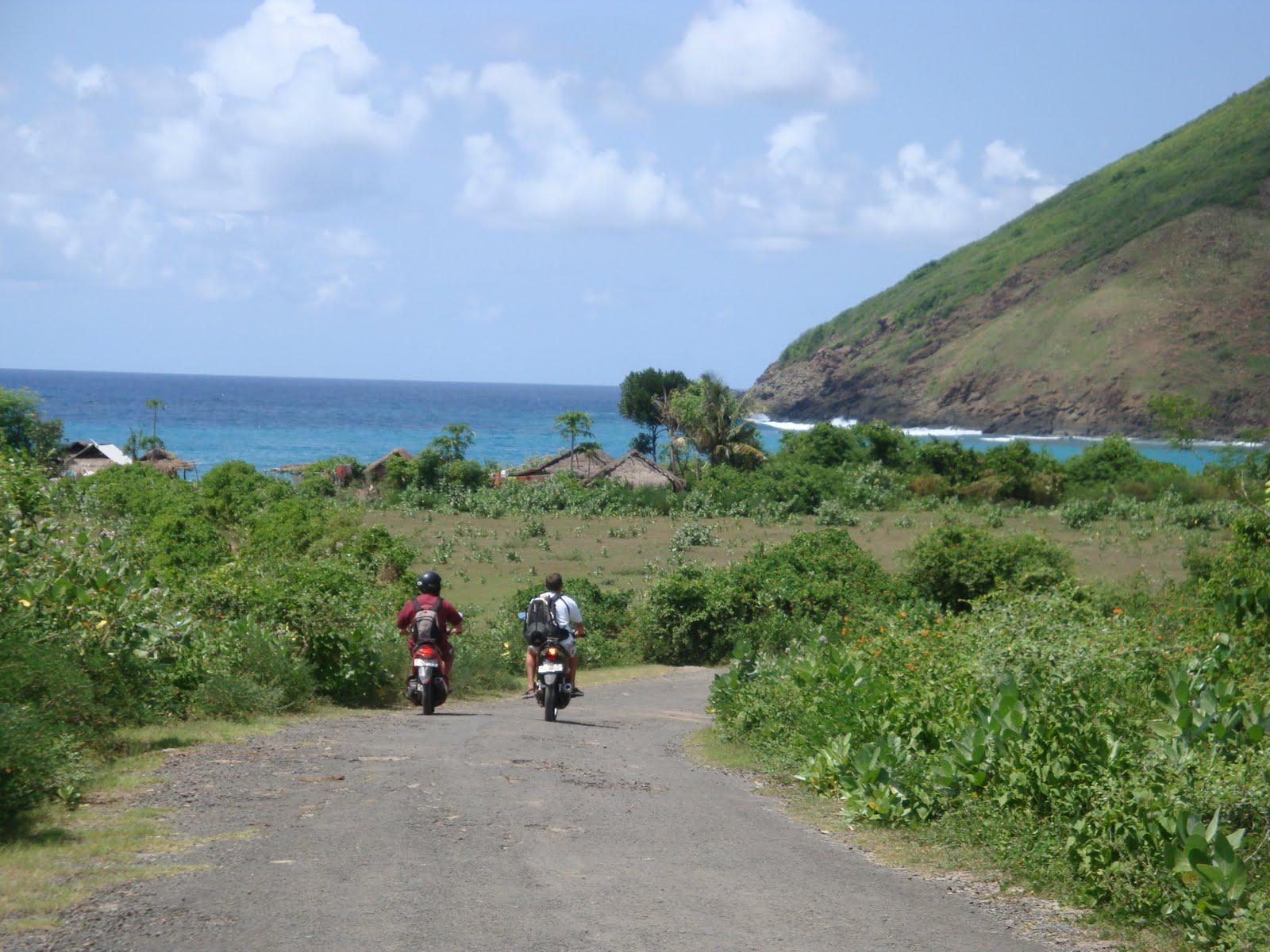
Paisagem costeira

O clima da regência é do tipo tropical, com estações secas longas, que vão de maio (o mês mais seco) a setembro, durante os quais a precipitação média é inferior a 100 mm. A estação das chuvas começa normalmente em outubro e vai até abril, com precipitação média mensal superior a 100 mm. O mês mais chuvoso é geralmente dezembro, durante o qual já se registaram 382 mm de precipitação.
O território é montanhoso na parte norte, onde a altitude na área próxima do monte Rinjani chega ao mil metros e o terreno é adequado para plantações de café e outras, além da exploração de madeira. A parte central tem baixa altitude e as principais culturas agrícolas ali são arroz e tabaco. A parte sul é seca e pouco arborizada, com algumas área de colinas ondulantes com 100 a 355 m de altitude.
A principais atividades económicas estão ligadas à agrícultura, cujas principais produções são arroz, copra, mandioca e tabaco. A madeira é também um produto importante, há pequenas indústrias de pesca, de pérolas, de recolha de algas marinhas, tecelagem tradicional, cerâmica e outros tipos de artesanato. No início do século XXI, o turismo ainda não tinha um impacto apreciável na regência nem na sua costa, apesar do Aeroporto Internacional de Lomboque (IATA: LOP, ICAO: WADL), inaugurado em 2011 e o único aeroporto international de Sonda Ocidental, se situar na regência, perto de Praya.

### Turismo

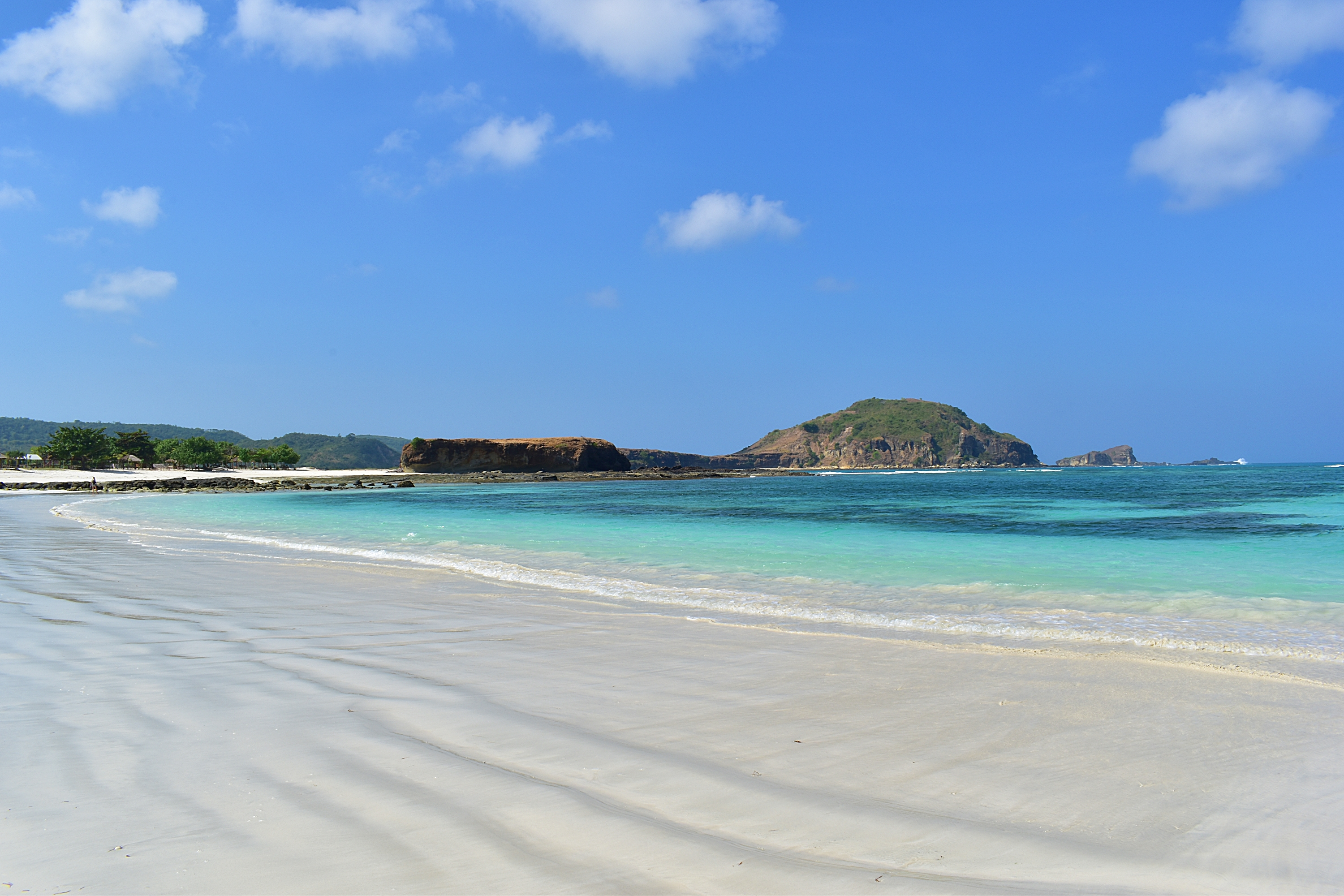
Praia de Tanjung Ann

A costa sul tem numerosas praias, algumas delas praticamente desertas e de acesso difícil. Entre as mais notáveis podem mencionar-se Pantai Gerupuk, Pantai Awang, Tanjung Ann, Pantai Seger, Selong Belanak, Mawi, Pantai Tomang, Are Guling, Pantai Pengatap, Rowok, Torok Aik Belek, Pantai Mawun e Cuta. Esta última e várias suas vizinhas são as mais conhecidas e concorridas. As praias são especialmente populares para a prática de surf. Outras atrações turísticas na costa são recifes de coral, aldeias de pescadores, mercados tradicionais de peixe, aquaculturas de garoupa e de pérolas, artesanato, nomeadamente de tecelagem tradicional, e cerimónias e festas religiosas.
A partir de 2011, a área de Cuta foi alvo de um grande projeto de desenvolvimento, o Mandalika Resort Development, que inclui a construção de uma estância turística internacional com vários hotéis, outros tipos de alojamentos, outras instalações hoteleiras e diversas infraestruturas turísticas, integrados numa zona económica especial com cerca de 1 200 hectares. Em 2011, o investimento previsto ascendia a 3 mil milhões * USD.
Outras locais que atraem visitantes são as áreas montanhosas próximas do monte Rijani, no norte da regência.